# Astra Cinematografica
Astra Cinematografica était une société de production cinématographique italienne.

## Histoire
Elle s'est spécialisée dans les films documentaires. Des réalisateurs célèbres ont signé la production documentaire de l'Astra, notamment Damiano Damiani, Romolo Marcellini, Vittorio Gallo, Vittorio De Seta.
Il a remporté plusieurs prix cinématographiques avec ses productions, tels que le prix spécial du jury au 8e festival de Cannes, l'ours d'argent au festival international du film de Berlin et le David di Donatello.